# Выдерга (река)
Выдерга — река в России, протекает в Пермском крае.

## Описание
Протекает полностью по территории Красновишерского района Пермского края. Течёт преимущественно на юг и юго-запад. Устье реки находится в 15 км по правому берегу реки Кутим. Длина реки составляет 12 км.

## Данные водного реестра
По данным государственного водного реестра России относится к Камскому бассейновому округу, водохозяйственный участок реки — Кама от водомерного поста у села Бондюг до города Березники, речной подбассейн реки — бассейны притоков Камы до впадения Белой. Речной бассейн реки — Кама.
Код объекта в государственном водном реестре — 10010100212111100004549.